# Broodje van Kootje

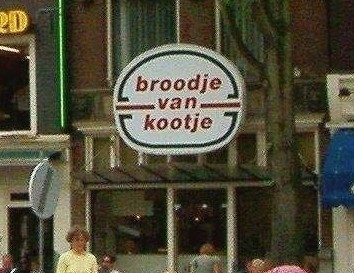
Broodje van Kootje aan het Spui (2003)

Broodje van Kootje was een keten van Nederlandse broodjeszaken in Amsterdam.
J.W. (Ko) Kulderij begon in 1937 een eetsalon met de naam "Populair" op het Leidseplein 20, een voornaam uitgaansgebied van Amsterdam. Al snel sprak de volksmond van "even een broodje bij Kootje halen" en kort na de Tweede Wereldoorlog werd de naam ook officieel "Broodje van Kootje". Kulderij ging in de beginjaren nog met een houten bak langs cafés om broodjes te verkopen.
Broodje van Kootje werd een begrip in Amsterdam en er werden diverse filialen opgericht in de binnenstad. Specialiteiten waren onder meer het broodje halfom en het broodje bal. 
Nadat de oprichter in 1980 op 82-jarige leeftijd was overleden, bleef Broodje van Kootje doorgaan, maar kon het steeds moeilijker bolwerken tegen de concurrentie van supermarkten en fastfood-ketens. In 2006 sloot de laatste vestiging, die aan het Spui, haar deuren. Twee jaar daarvoor was de oorspronkelijke locatie op het Leidseplein al opgedoekt.
Sinds 1 september 2012 zat er een Broodje van Kootje in Alkmaar, die in mei 2023 zijn sluiting aankondigde. Onduidelijk is of deze was gelieerd aan de oorspronkelijke broodjeszaak.